# Gelbbauchunke
Die Gelbbauchunke (Bombina variegata), auch Bergunke genannt, gehört innerhalb der Klasse der Amphibien zur „urtümlichen“ Familie Bombinatoridae (in vielen Übersichten wird sie aber noch zu den Scheibenzünglern gestellt) und zur Gattung der Unken. Der kleine, spitzwarzige Froschlurch hat eine unscheinbar gefärbte Oberseite, während die Bauchseite eine leuchtend gelbe Warnfärbung aufweist. Die Art kommt regional auch in Mitteleuropa vor und bevorzugt als Lebensraum lehmige Pfützen und Kleintümpel.
Die Gelbbauchunke wurde von der Deutschen Gesellschaft für Herpetologie und Terrarienkunde zum Lurch des Jahres 2014 gekürt.

## Merkmale

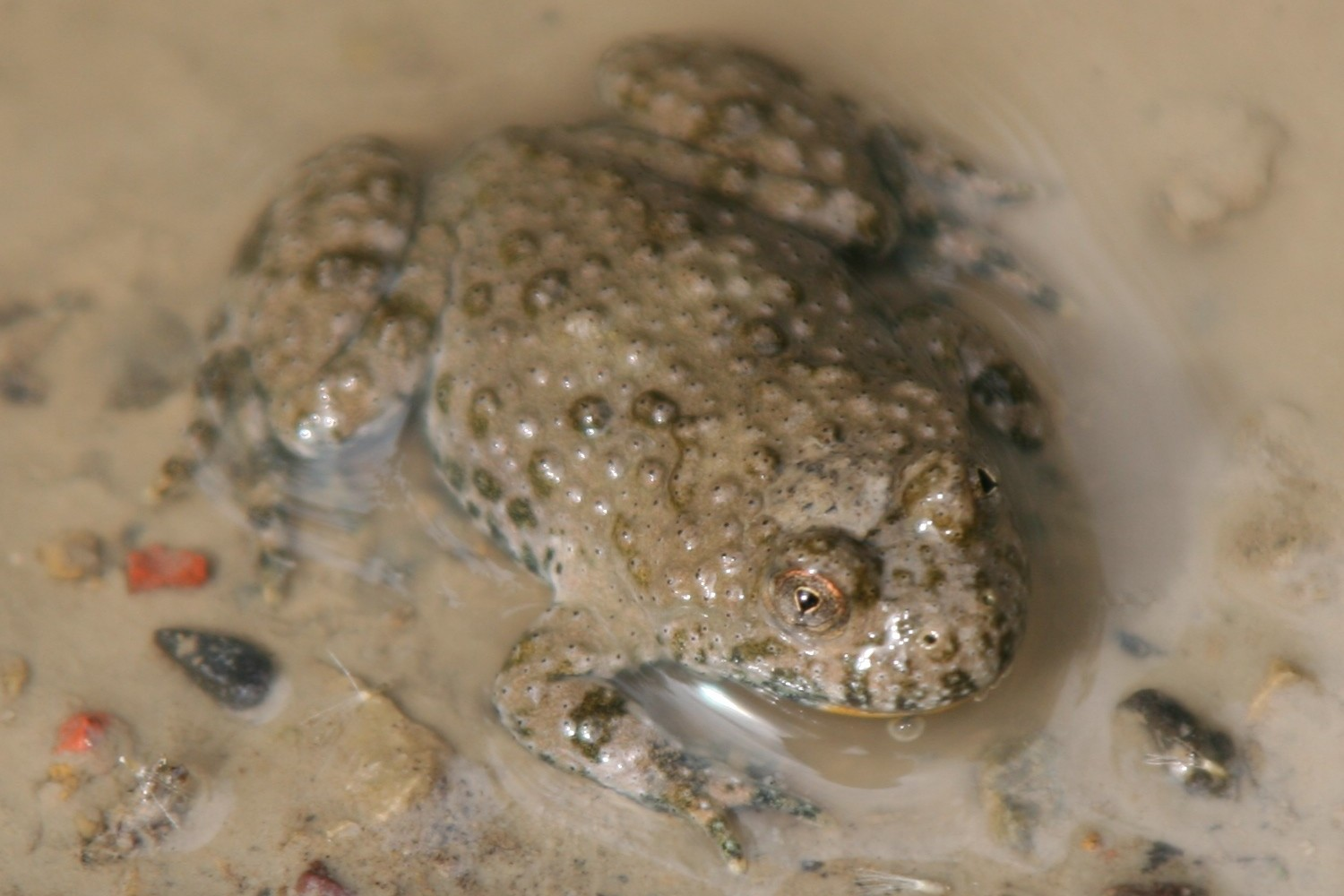
Man beachte die herzförmige Pupille

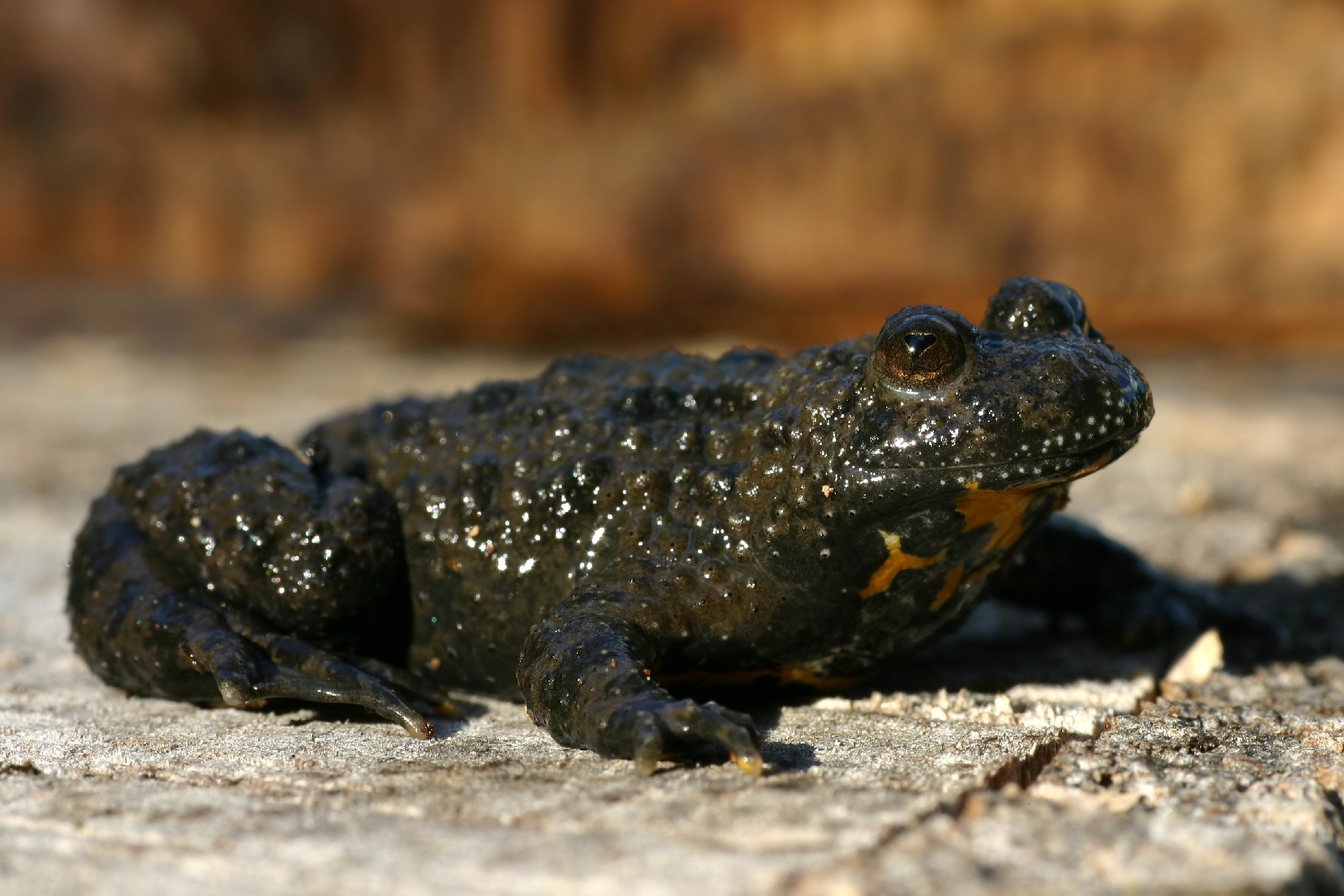
Ein sehr dunkel gefärbtes Exemplar

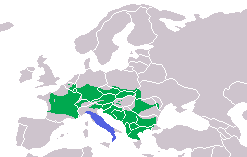
Verbreitung der Gelbbauchunke (grün) und der Apennin-Gelbbauchunke (blau)

Die Größe der Männchen und Weibchen liegt zwischen 35 und 56 Millimetern; in Mitteleuropa sind Kopf-Rumpf-Längen von mehr als 45 mm aber selten zu beobachten. Die Oberseite ist lehm- bis graubraun, wobei manchmal in der Nackengegend schmale dunklere Drüsenkomplexe und verwaschen helle Flecken sichtbar sind. Die Unterseite inklusive der Innenseiten der Gliedmaßen und der Finger und Zehen ist intensiv hellgelb bis orange gefärbt und mit bleigrauen bis schwarzen Flecken oder Flächen durchsetzt. Meist liegt der Gelbanteil bei mehr als der Hälfte der Fläche (gelegentlich treten auch Tiere mit fast gänzlich gelber Bauchseite auf; aber auch komplett schwarze wurden beobachtet). Weil das Zeichnungsmuster der Unterseite bei jedem Tier verschieden ist, ermöglicht dies eine individuelle Unterscheidung – etwa im Rahmen zoologischer Untersuchungen. In diesem Zusammenhang hat sich die fotografische Dokumentation der gelb-schwarzen Unterseite als zuverlässige, individuelle Identifikationsmethode bewährt. Die fotografische Erfassung (Photographic-Mark-Recapture – PMR) ist für die Tiere schonend und damit ethisch vertretbar. Für ein erfolgreiches Monitoring ist es notwendig, die zu beobachtenden Populationen zwei- bis dreimal jährlich aufzusuchen. Geplant sind PMR-Studien, die anhand des Feuersalamanders und der Gelbbauchunke an der Universität Bielefeld und der TiHo Hannover mit Unterstützung durch den NABU Niedersachsen durchgeführt werden sollen. Seit 2003 läuft im Naturlehrgebiet Buchwald im Schweizer Kanton Luzern die statistische Untersuchung der dortigen Population mit ebensolcher fotografischer Dokumentation der Individuen.
Gelbbauchunken besitzen einen gedrungenen Körper, der nicht ganz so stark abgeflacht ist wie bei der verwandten Rotbauchunke (Bombina bombina), sowie eine gerundete Schnauze. Die Pupille ist herzförmig, das Trommelfell ist äußerlich nicht erkennbar. Die Oberseite weist zahlreiche Warzen mit erhabenen schwarzen Hornstacheln auf.

## Genom und Genetik
Aufgrund der phylogenetischen Position und der interessanten Fortpflanzungsbiologie (einschließlich Bastardisierung, siehe unten) ist die Genetik der Gelbbauchunke von Interesse. Erste Ergebnisse eines Genomprojektes deuten auf ein Genom von ca. 4,7 GB hin, also eine Genomgröße, die weit über der des Humangenoms liegt. Die Genomsequenz dürfte die weitere Analyse der Evolution und Biologie der Gattung Bombina und ihrer Verwandten vorantreiben.

## Verbreitung
Die Gelbbauchunke ist ein Bewohner des Berg- und Hügellandes im mittleren und südlichen Europa. Im Einzelnen reicht die Verbreitung von Frankreich über Belgien, die Südspitze der Niederlande (Limburg), Süd- und Mitteldeutschland, die Schweiz, Österreich, Italien nördlich des Po (weiter südlich findet sich die Apennin-Gelbbauchunke), Tschechien, Slowakei, den äußersten Südrand Polens, Rumänien, Bulgarien, die Staaten des früheren Jugoslawien und Albanien bis nach Griechenland. In den Mittelgebirgslagen Mittel- und Süddeutschlands, aber auch in der Oberrheinebene, ist sie zwar recht verbreitet, dabei vielerorts aber nur noch in zerstreuten Populationen vorhanden. Die nördliche Grenze der aktuellen Gesamtverbreitung befindet sich im niedersächsischen Weser-Leinebergland (Landkreis Schaumburg), siehe dazu auch die Verbreitungskarte des BfN.
Im Osten und Süden des Verbreitungsgebietes (z. B. Tschechien, Ost-Österreich, nördliche Balkanhalbinsel) überschneidet sich das Areal der Gelbbauchunke teilweise mit dem der Rotbauchunke. Hier kann es gelegentlich zur Bastardierung zwischen beiden Arten kommen, wobei die resultierenden Hybriden Merkmale beider Elterntiere haben.
Neben der Apennin-Gelbbauchunke (Bombina pachypus), deren Artstatus umstritten ist, die aber zumindest als Unterart gesichert ist, gibt es noch die Griechische Gelbbauchunke (Bombina variegata scabra Küster, 1843), die auf der Balkanhalbinsel (u. a. Griechenland, Albanien, Bulgarien, Nordmakedonien, Montenegro) verbreitet ist. Eine weitere, jedoch stark umstrittene, Unterart vom Balkan ist die Dalmatinische Gelbbauchunke (Bombina variegata kolombatovici Bedriaga, 1890).

## Lebensraum und Lebensweise

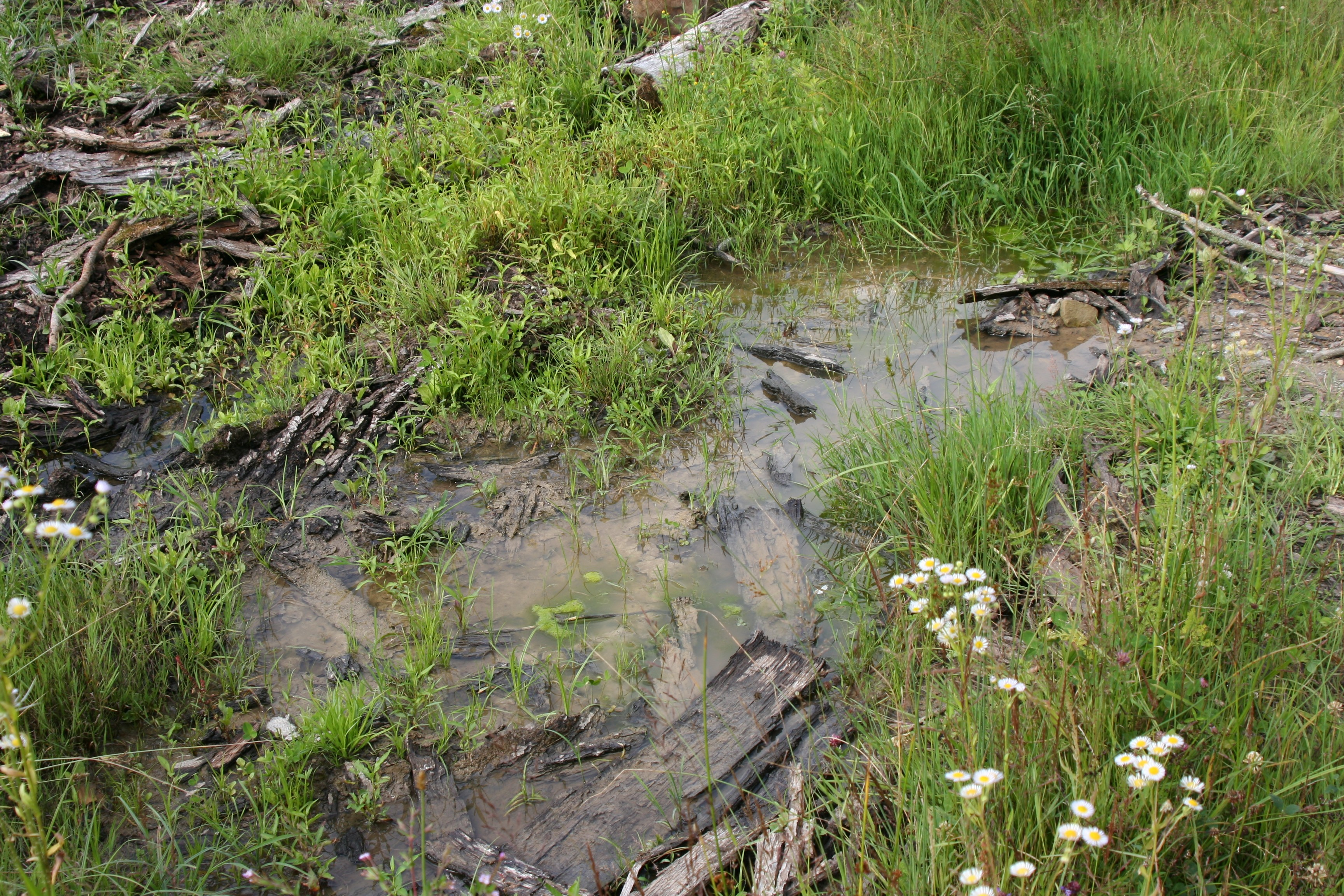
Typisches Habitat (in Baden-Württemberg)

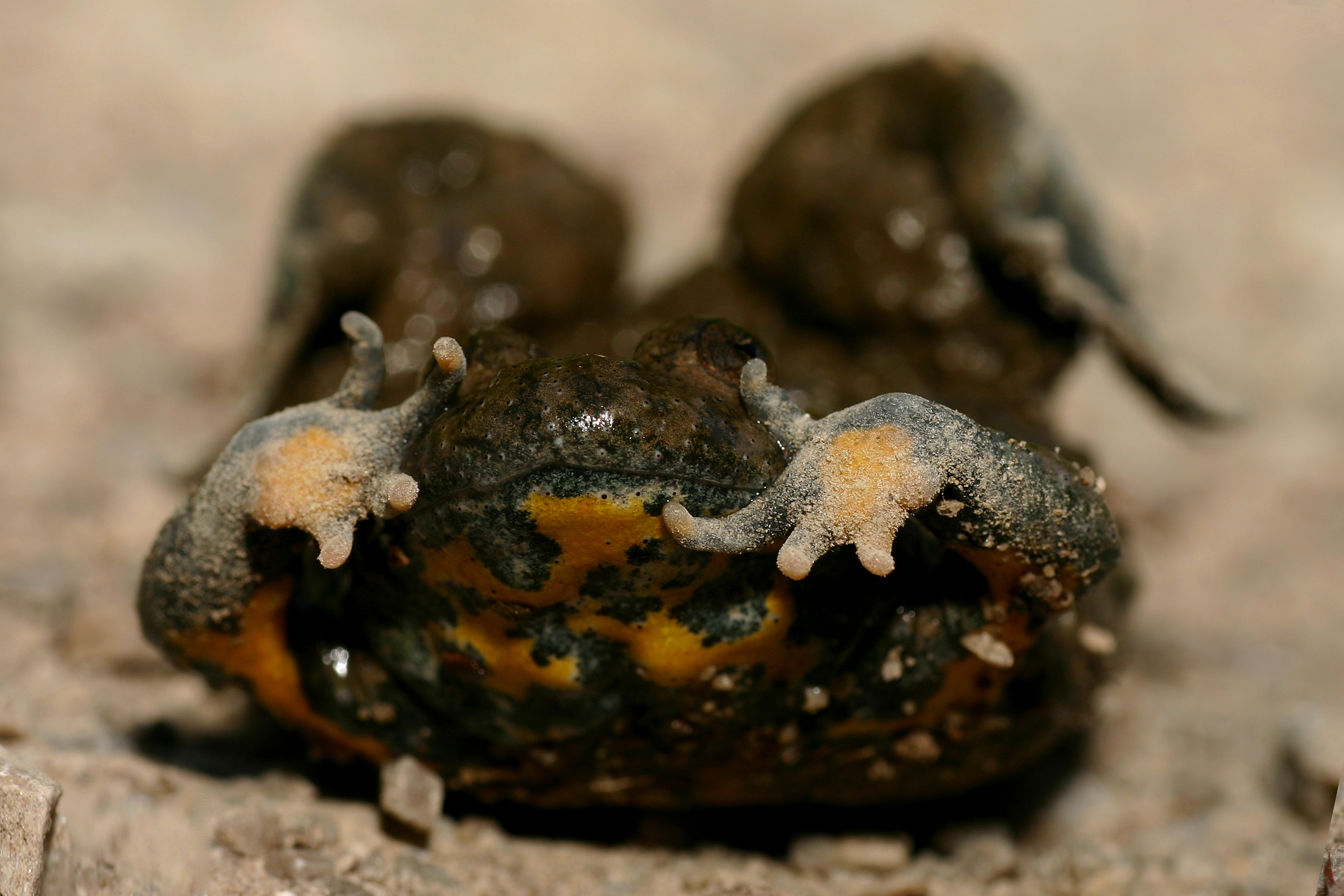
Gelbbauchunke in passiver Abwehrhaltung („Kahnstellung“)

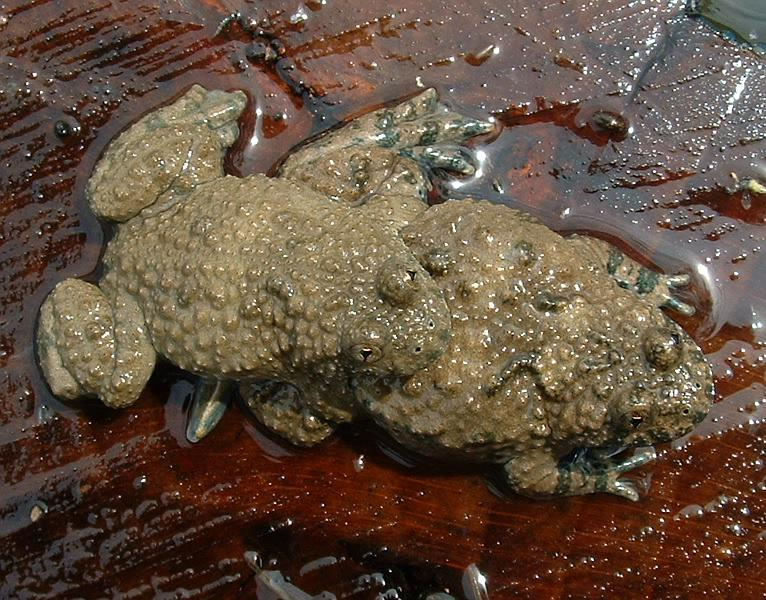
Paar mit Amplexus im Lendenbereich

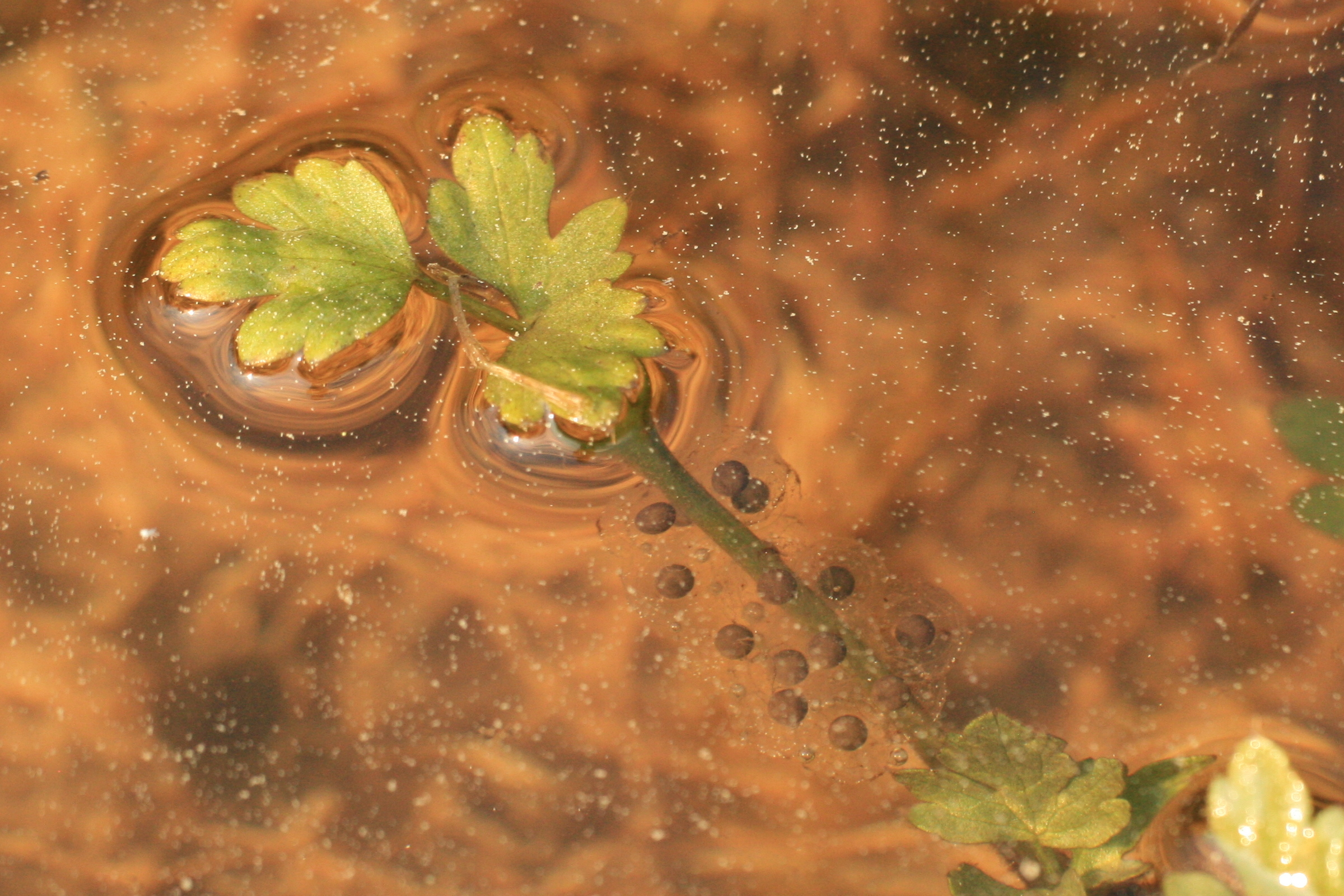
Laich der Gelbbauchunke (am Pflanzenstängel)

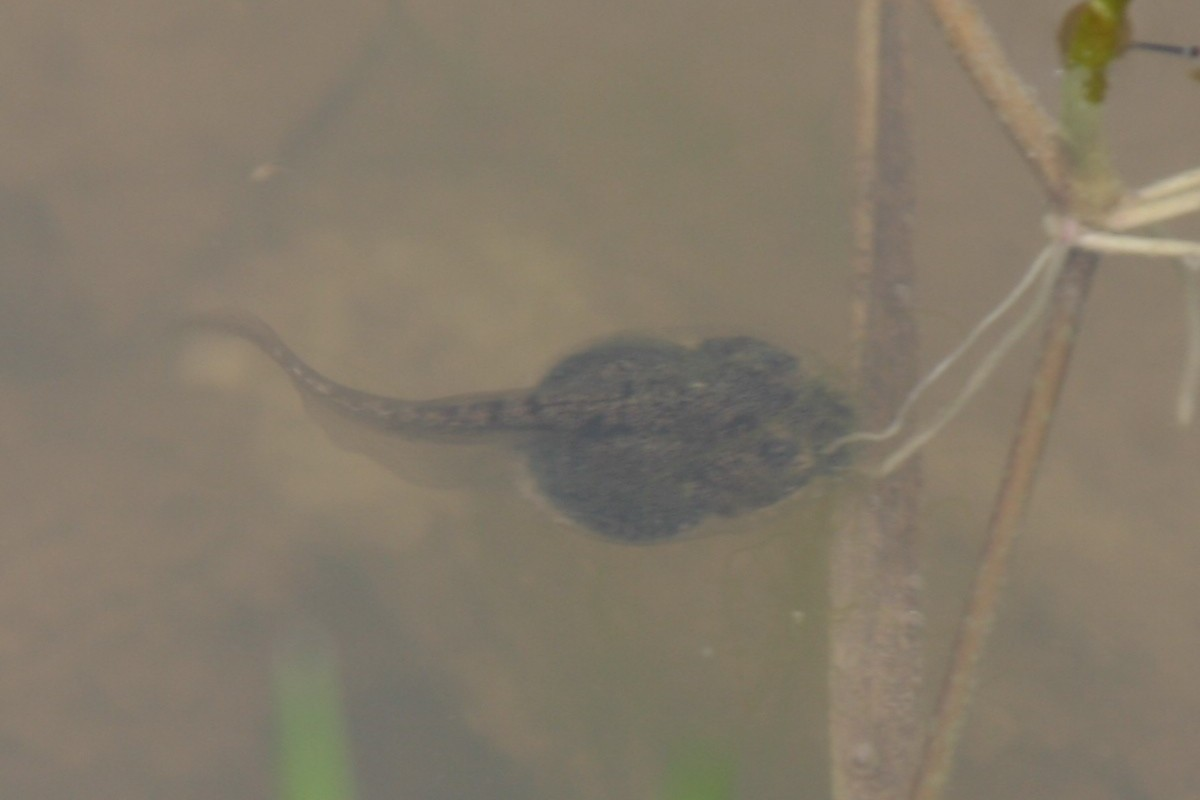
Kaulquappe

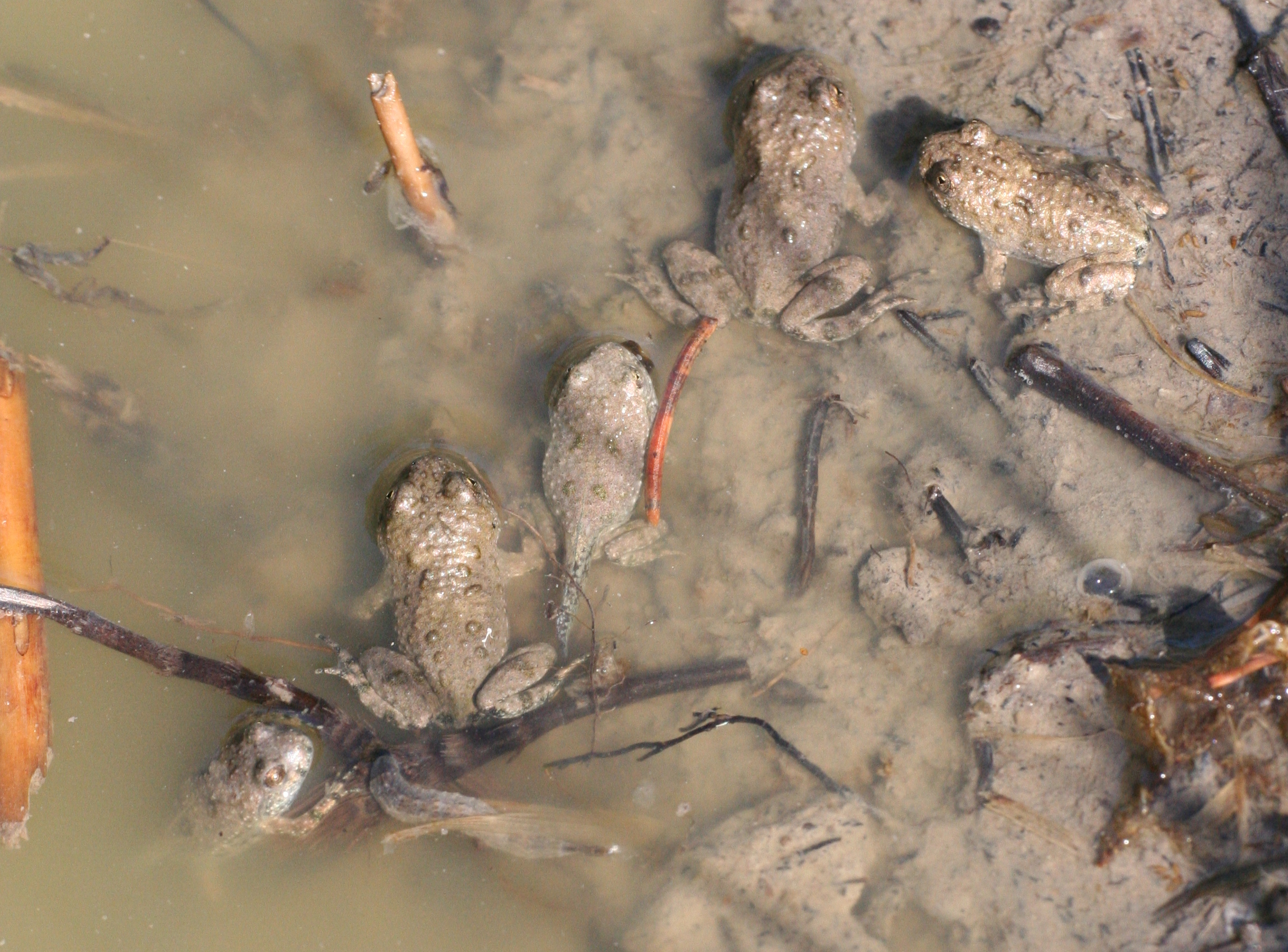
Mehrere frisch umgewandelte (fertig metamorphosierte) Jungtiere; beim Exemplar in der Mitte ist der Ruderschwanz des Larvenstadiums noch nicht vollständig zurückgebildet

Die Gelbbauchunke gehört zu den Amphibien mit einer engen Gewässerbindung. Ursprünglich war die Art ein typischer Bewohner der Bach- und Flussauen. Sie besiedelte hier die in Abhängigkeit von der Auendynamik immer wieder neu entstehenden, temporären Kleingewässer. Auch in ihren zivilisatorischen Ersatzbiotopen bevorzugt sie temporär wasserführende Klein- und Kleinstgewässer auf lehmigem Grund, wie Traktorspuren (z. B. in Rückewegen), Pfützen und kleine Wassergräben. Meist sind diese vegetationsarm und frei von konkurrierenden Arten und Fressfeinden. Durch die schnelle Erwärmung der Gewässer ist eine rasche Entwicklung des Laichs und der Larven gewährleistet. Man findet diese Pionierart heute überwiegend in Steinbrüchen, Lehm- oder Kiesgruben sowie auf Truppenübungsplätzen.
Die große Mobilität der Jungtiere begünstigt die spontane Besiedlung von neu entstehenden Lebensräumen. An Land suchen die Tiere Verstecke unter Steinen, Totholz und in Lücken- und Spaltensystemen von Felsen auf. Vorwiegend dämmerungs- und nachtaktiv gehen sie auf die Jagd nach Insekten (Käfer, Ameisen, Zweiflügler u. a.). Zu ihren Fressfeinden gehören Rückenschwimmer, Ruderwanzen, Großlibellenlarven, Molche und Stichlinge (für die Kaulquappen) sowie Vögel wie Elstern und auch Amseln (für die Jung- und Alttiere).

### Gefahrenabwehr
Bei Gefahr nimmt die Gelbbauchunke manchmal die sogenannte Kahnstellung ein. Dabei macht sie ein Hohlkreuz, so dass die Ränder ihres intensiv aposematisch gefärbten Bauches und ihrer Gliedmaßeninnenseiten von oben sichtbar werden (Unkenreflex). Dies soll Fressfeinde vor dem Hautgift warnen, das sie in dieser Situation absondert. In ihrem Wehrsekret wurden zwei toxische Nonapeptide identifiziert. Für den Menschen ist das Gift nicht gefährlich, aber stark schleimhautreizend.

### Fortpflanzung und Individualentwicklung
Die Paarungsrufe der Männchen hört man im Spätfrühling und Frühsommer als ein dumpfes, aber melodiöses „uh … uh … uh“. Da die Art im Gegensatz zur Rotbauchunke keine Schallblasen hat, sind die Rufe nur recht leise. Die Lautfolgen werden mehr als 40-mal pro Minute wiederholt und damit deutlich zahlreicher als bei der Rotbauchunke. Ruf- und Laichaktivitäten (bis zu drei Perioden im Jahr) werden häufig durch ergiebige Regenfälle stimuliert, weil oft erst dann die bevorzugten Kleinstgewässer zur Verfügung stehen. Die Männchen klammern die Weibchen nicht hinter den Vorderbeinen wie etwa bei den Echten Kröten oder den meisten Fröschen, sondern in der Hüftregion.
Die Eier werden von dem Paar in lockeren Klümpchen von 2 bis 30 Eiern an untergetauchte Grashalme und ähnliche Strukturen geheftet; insgesamt kann ein Weibchen 120 bis 170 Eier jährlich produzieren. Die Eier sind auf der Oberseite mittelbraun, am unteren Pol hellbraun und haben einen Durchmesser von 1,5 bis zwei Millimetern, die Gallerthüllen von fünf bis acht Millimetern. Die Hauptlaichzeit reicht in Mitteleuropa von Mai bis Juni.
Der Schlupf der Kaulquappen erfolgt bereits nach zwei bis drei Tagen. Der obere Flossensaum der zuletzt maximal 55 Millimeter langen älteren Larven reicht höchstens bis zur Rumpfmitte; das Ende des in Relation zum Rumpf recht kurzen Schwanzes ist abgerundet. Die Tiere haben eine schmutzig graue Grundfarbe. Die Dauer der Larvenentwicklung hängt von der Umgebungstemperatur ab und liegt meist zwischen 41 und 67 Tagen. Die umgewandelten Metamorphlinge (Jungunken) haben dann eine Länge von 12 bis 16 Millimetern. Nach ein bis zwei Überwinterungen erreichen Jungtiere die Geschlechtsreife und nehmen selbst am Fortpflanzungsgeschehen teil. In Gefangenschaft wurde eine Unke 27 Jahre alt.

## Gefährdung
Eine Gefährdung für die Vorkommen der Gelbbauchunke geht vor allem von Lebensraumverlusten aus, wie sie beispielsweise durch das Verfüllen von Tümpeln, durch Ausbau von unbefestigten Waldwegen und Rückegassen, aber auch durch natürliche Sukzession (vor allem die Verbuschung) der Pionierbiotope auftreten. Infolge einer räumlichen Verinselung, also einer Fragmentierung der Habitate (beispielsweise durch Straßen oder intensive Landwirtschaft), werden Vorkommen voneinander getrennt. Dadurch werden der genetische Austausch zwischen den Populationen und die Zuwanderung von außen eingeschränkt, was letztlich die Überlebensfähigkeit der isolierten Bestände gefährdet.
Gesetzlicher Schutzstatus (Auswahl)
- Fauna-Flora-Habitat-Richtlinie (FFH-RL): Anhänge II und IV (es sind eigens Schutzgebiete auszuweisen / streng zu schützende Art)
- Bundesnaturschutzgesetz (BNatSchG): streng geschützt
- Einstufung als Verantwortungsart Deutschlands innerhalb der Nationalen Strategie zur biologischen Vielfalt der Bundesregierung[13]

Nationale Rote Liste-Einstufungen (Auswahl)
- Rote Liste Bundesrepublik Deutschland: 2 – stark gefährdet
- Rote Liste Österreichs: EN (entspricht: stark gefährdet Kat. A.3)
- Rote Liste der Schweiz: EN (entspricht: stark gefährdet)

Um kleine Bestände zu unterstützen, können künstliche Reproduktionsgewässer, wie etwa eingegrabene, aus Beton gegossene Becken, helfen. Diese werden in einem schmalen Streifen entlang eines Grabens oder Baches eingebaut. Untersuchungen zeigten, dass die künstlichen Kleingewässer bereits nach wenigen Tagen von den Unken angenommen wurden und den ganzen Sommer über besetzt blieben sowie zum Laichen genutzt wurden.